# ヘンリエッテ・マリー・フォン・デア・プファルツ
ヘンリエッテ・マリー・フォン・デア・プファルツ（Henriette Marie von der Pfalz, 1626年7月17日 - 1651年9月18日）は、ドイツのプファルツ＝ジンメルン家の公女で、ハンガリー貴族のラーコーツィ・ジグモンド（Rákóczi Zsigmond）伯爵の妻。

## 生涯
プファルツ選帝侯フリードリヒ5世とその妻でイングランド王・スコットランド王ジェームズ1世の娘であるエリザベス・ステュアートの間の第9子、三女として、両親の亡命先であるデン・ハーグに生まれた。多岐にわたる才能をもった公女で、ライデンで教育を受けた後に母の住むデン・ハーグに戻った。やがて、クロッセン・アン・デア・オーダー（現在のポーランド領ルブシュ県クロスノ・オジャンスキェ）に住む叔母のブランデンブルク選帝侯夫人エリーザベト・シャルロッテの宮廷に引き取られた。
ヘンリエッテは1651年、トランシルヴァニア公ラーコーツィ・ジェルジ1世の次男ラーコーツィ・ジグモンド伯爵（1622年 - 1652年）との結婚を叔母に命じられた。ラーコーツィ家はムンカーチ（現在のウクライナ領ザカルパッチャ州ムカーチェヴェ）を本拠とする裕福な貴族家門だったが、由緒ある王侯の家柄とは言えない成り上がり者だった。ヘンリエッテはこの結婚を嫌がって激しく抵抗した。彼女はこの諸侯家門同士の縁組として本当に意味があるか疑わしい結婚から自分を救ってもらおうと、兄弟たちに救援を求めた。
ヘンリエッテは鬱病になり、常に泣いてばかりいるようになった。しかし結局、叔母の選帝侯夫人が同盟関係の確立の必要性や、結婚後の安泰な暮しについて言い聞かせ、結婚に同意させた。トランシルヴァニア公の後継ぎ息子と結婚すれば、50人の廷臣と200人の召使に世話される身分となり、全ての食事を銀食器で食べることができ、そしてルター派の諸侯であるトランシルヴァニア公家は最良の同盟相手だ、というのが口説き文句だった。
ヘンリエッテはクロッセンからシュレージエン、ポーランド、ハンガリーを経由してトランシルヴァニアに到着し、1651年4月4日にシャーロシュパタクにおいてジグモンドと結婚したが、最初の出産に際して急死した。25歳だった。遺骸はトランシルヴァニア公国の首都ジュラフェヘールヴァール（現在のルーマニア領アルバ県アルバ・ユリア）のセント・ミハーイ教会に安置された。